# Yanalif
Yanalif o Yañalif ([jɑŋɑˈlif]; tar. яңа əлифба/jaꞑa əlifʙa, en baskir: яңы əлифбə, abreviado. яңалиф/jaꞑalif, literalmente: «nuevo alfabeto»), llamado en la prensa oficial soviética Nuevo Alfabeto Túrquico (en ruso: Новый тюркский алфавит) fue un proyecto soviético para la escritura de todas las lenguas túrquicas en un alfabeto uniforme, propuesto a finales de la década de 1920 como parte del proyecto de latinización en la Unión Soviética. Se introdujo oficialmente en 1928 en las repúblicas de habla túrquica y las repúblicas autónomas de la URSS para reemplazar los alfabetos de base arábiga.
En 1938-1940, a un ritmo acelerado, fue reemplazado por alfabetos basados en el alfabeto cirílico. Actualmente no se utiliza.
El alfabeto constaba de 33 caracteres, de los cuales 9 eran para vocales. El apóstrofo se usó para denotar la oclusión glotal y, a veces, se consideró una letra separada. A veces se usaban letras adicionales para nombres extranjeros. La versión minúscula de la letra B, para evitar confusiones con la letra Ь ь, se veía como ʙ, y la forma mayúscula de la letra Y, como la letra У cirílica. La letra №33 no está representada en Unicode, pero parece un signo suave en cirílico. La letra mayúscula Ə en algunas fuentes se parece a la Э cirílica.